# ارون (بازیکن فوتبال، زاده ۱۹۹۲)
ارون (انگلیسی: Eron؛ زادهٔ ۱۷ ژانویهٔ ۱۹۹۲) بازیکن فوتبال اهل برزیل است.
از باشگاه‌هایی که در آن بازی کرده‌است می‌توان به باشگاه فوتبال اتلتیکو مینیرو اشاره کرد.